# گاگریو
گاگریو در بختیاری  و کهگیلویه به نام‌های دیگری مانندِ «گوگِریو» و «سُروُو» که مخففِ سرودهٔ عزا است گفته می‌شود.
گاگریوسبک های مختلفی داردکه هرطایفه ازهفت لنگ وچهارلنگ  تا ایلات کهگیلویه هر کدام یک سبک خاص دارند،مثل سبک بهداروندباب،سبک دورکی باب،سبک چهارلنگ باب، سبک بویراحمدی ، دشمن‌زیاری و بهمئی البته این سبکها درتمام مناطق بختیاری و کهگیلویه اجرا می‌شود و به محدوده خاصی ختم نمی شوند.
گاگریویا[دونگ دال ]درزبان بختیاری یعنی نوای غمگین قدیمی ترین گاگریوهابه سبک زنانه خوانده می شونداین سبک ازموسیقی بسیارغمگین وسوزناک است که درهنگام سوگواری ومرگ یکی ازافرادهرتیره بستگی به جایگاه اجتماعی فردمتوفی خوانده میشوداین سبک درمناطق هفت لنگ نشین وچهارلنگ نشین به یک صورت اجرامی شود[مردان نیزبه این سبک درمراسمات عزاداری تسلط کامل دارندودرحالاحاظراین سبک بیشترتوسط مردهاخوانده می شودودرمقابل مبلغی دریافت میکنند]
"دنگدال "به گویش میوندی هم باز به معنی گاگریو میباشد

## واژه‌شناسی
- گاگریو از دو بخشِ گا بمعنی گاه (زمان یا وقت) و گریو به معنی گریه ساخته شده و سرهم به معنای زمان گریه است.
- اگر گا را بمعنی گوی و گفتن و گِریو را بمعنیِ گریستن بدانیم، سرهم بمعنی گفتن و گریستن است. یعنی مراسمی که در آن می‌گویند و می‌گریند.

## محتوا
گاگِریوها شعر هستند و در دستهٔ اشعار بختیاری جای می‌گیرند. این اشعار عمدتاً در مراسمِ عزاداری بختیاری‌ها و بیشتر توسطِ زنان خوانده می‌شود اما امروزه با گسترش و دگرگونی وضعیتِ اجتماعی و ساخت مساجد و امکاناتِ صوتی، مردان نیز گاهی به خواندنِ گاگریو روی می‌آورند.
گاگریوها معمولاً با توجه به خصوصیاتِ فردِ در گذشته و توسط زنان به‌شکلِ فی البداهه خوانده می‌شوند و معمولاً با تغییرِ نام و کلمات، شعر را بگونه‌ای متناسب با وضعیتِ درگذشته می‌خوانند. مضمونِ این ابیات شرحِ خوبی، مِهر، میهمان نوازی، سوارکاری، تیراندازی، شجاعت و رشادتِ شخصِ درگذشته‌است. همچنین زنانِ در گذشته نیز به صفاتِ پاکدامنی، مهمان نواری، تلاش در خانه و مضامینی از این دست ستوده می‌شوند.

## وزن گاگریوها
در گاگریوها وزن و قافیه معمولاً رعایت می‌شود. هرچند که گاهی یک مصرع نسبت به مصرعِ پیشینِ خود، یک یا چند هجا بیشتر یا کمتر دارد. اما معمولاً وزن و قافیه در این اشعار به خوبی رعایت می‌شود. به‌طور خلاصه می‌توان گفت که بیشترِ زنانِ بختیاری طبعِ شعر داشته و اشعاری را به شخصِ درگذشته نسبت داده و با همخوانی و به‌شکلِ گروهی، با سوز و گدازی خاص می‌خوانند.

## رسوم
محورِ همهٔ اشعارِ گاگریو، غم و عزاست. در آغازِ خواندنِ گاگریو، رسم بر اینست که یکی از زنانِ سرشناس و «بی بی» های ایل شروع به خواندنِ بیتی از گاگریوه می‌کند و همهٔ زنان نیز با وی همنوا می‌شوند و آن بیت، بیتِ ترجیعی می‌ماند که زنان پس از خواندنِ هر چند بیتی آن بیت را دوباره تکرار می‌کنند. معمولاً پس از خواندنِ چهل بیت یا کمتر، زنِ دیگری خواندنِ اشعار و تکرارِ آن‌ها را بعهده می‌گیرد و زنانِ دیگر نیز با وی همنوا شده و این کار در مجالسِ ترحیم ممکنست ساعت‌ها به درازا بینجامد.

## انواع گاگریو
گاگریوها با توجه به محتوای آن‌ها به چند دسته تقسیم می‌شوند:
- گاگریوهایی که در وصفِ اندام و جسمِ فرد در گذشته‌است.

مانند:
- بی کسی:

| ای جَوون کُر جاهلی لَو قاغذِ نو |  | ار دَدوت سیت بمیره مَیَر که چِ بوو |

- گاگریوهایی در وصفِ ایمان و نیکی‌های اخلاقیِ فردِ درگذشته:

| اَوِ روو به جُم جُمه نیده گُدارُم |  | دَسومِه به کَس نیدُم غیرِ بِرارُم    |
| زتنهایی هی کُلٙه چیر ایواروم  |  | مرده شور نامحُرمِه گورُم زِ مَردُم  |
| اُچو که آقام اِره به چادر پوش |  | چی بلبل حرف اِزَنِه خانا گِرن گوش |

- گاگریوهایی در شِکوه از روزگار و فلک و چرخِ گردون:

| ای خدا کارِ تُنِه کارِت مَوو راسد  |  | کِردی وُرم کاری که دشمنون خاسد |
| نرمه نرمه بزنین کَلند به مزارا |  | تا بِنیَرُم چه کنه خدا زِ بالا   |

- گاگریوهایی که حالتِ سیاسی داشته‌اند و دربارهٔ کسانی سروده می‌شوند که به حکمِ حکام کشته می‌شوند.
- گاگریوهایی که صرفاً حالتِ غم‌انگیز و تأثر بر مرگِ عزیزان دارد.